# Esterilización forzosa en el Perú

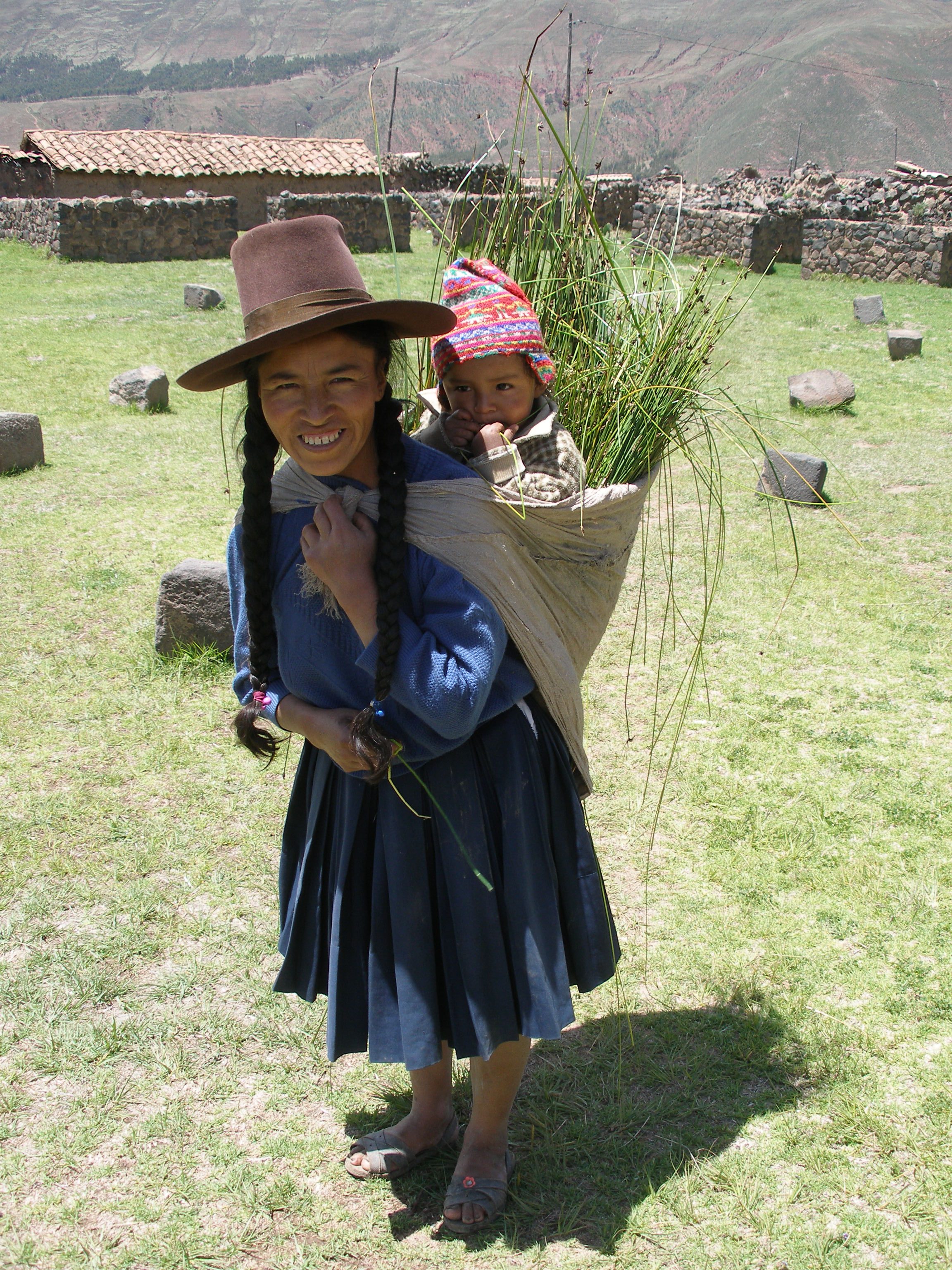
Mujer andina con su bebé. Las mujeres rurales fueron el principal objetivo del programa.

La esterilización forzosa en el Perú es la denominación que se otorga a las políticas de esterilizaciones llevadas a cabo en el Perú durante los gobiernos de los presidentes Alberto Fujimori (1990-2000), Valentín Paniagua (2000-2001) y Alejandro Toledo (2001-2006), que tenían como objetivo a las mujeres campesinas indígenas de los andes peruanos y en un menor número a varones. Estas políticas formaban parte del Programa Nacional de Salud Reproductiva y Planificación Familiar dirigido por el Estado.
A pesar de que el programa de esterilización promovía únicamente la participación voluntaria, muchas mujeres fueron esterilizadas sin consentimiento informado, bajo coacción, a cambio de alimentos o de atención médica gratuita. Diversos especialistas en derechos humanos y organismos internacionales han condenado estas políticas definiéndolas como crímenes de lesa humanidad y genocidio.

## Aplicación de políticas de esterilización

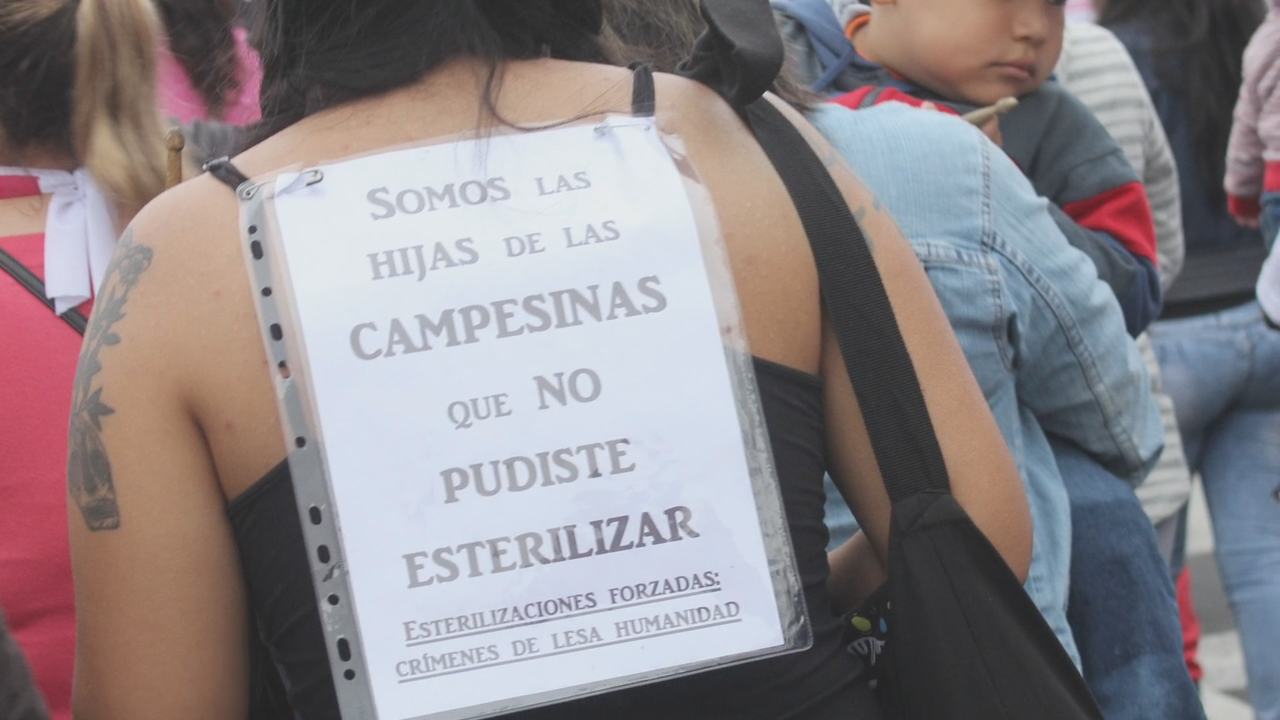
Protesta feminista aludiendo a las esterilizaciones forzadas durante la Marcha NiUnaMenos en el Perú (2016).

En 1991, durante el gobierno del presidente Alberto Fujimori, el Consejo Nacional de Población elaboró un nuevo Programa Nacional de Población. El 9 de septiembre de 1995, Fujimori presentó un proyecto de ley que modificaba la Ley general de población, denominado «Plan de salud pública», con el fin de autorizar la esterilización de mujeres en situación de pobreza que contaran con varios hijos. También se legalizaron otros métodos de contracepción. Todas estas medidas fueron fuertemente criticadas por la Iglesia católica. El plan fue financiado principalmente por la Agencia de los Estados Unidos para el Desarrollo Internacional (USAID) con 85 millones de dólares entre 1994 y 1998, y con una cantidad mucho menor por el Fondo de Población de las Naciones Unidas (UNFPA). En febrero de 1996, la propia OMS felicitó a Fujimori por su plan de control demográfico.
Según las investigaciones de la subcomisión del Congreso de Perú, la Agencia de los Estados Unidos para el Desarrollo Internacional (USAID), el Fondo de Población de las Naciones Unidas (FPNU) y la Fundación Nippon apoyaron los esfuerzos de esterilización del gobierno de Fujimori. Debido a que el apoyo financiero de los donantes extranjeros ejerció presión económica y política sobre Fujimori para que cumpliera las normas internacionales, el plan para disminuir el crecimiento demográfico se centró más en las cuotas que en los derechos individuales y las cuestiones de salud. En documentos facilitados por la Ley de libertad de información, los investigadores citaron a Elizabeth Liagin, quien informó de que, de 1993 a 1998, «los propios archivos internos de USAID revelan que en 1993 Estados Unidos básicamente se hizo cargo del sistema nacional de salud de Perú» durante el periodo de las esterilizaciones masivas, concluyendo Elizabeth que era «prácticamente inconcebible que los abusos en la esterilización pudieran haberse producido de la forma sistemática que se ha documentado sin el conocimiento de los administradores locales de USAID y sus homólogos en Washington». Sin embargo, una investigación del Congreso estadounidense dirigida por miembros que se oponían profundamente a la esterilización, no encontró pruebas de que USAID estuviera financiando esterilizaciones forzosas.
Antes del programa, se realizaban menos de 15 000 esterilizaciones al año y las mujeres sólo podían someterse a la operación «si tenían un riesgo para la salud, cuatro o más hijos, o superaban cierta edad». Sin embargo, a partir de 1995, cuando se empezaron a realizar esterilizaciones, no se exigían condiciones previas para las esterilizaciones, salvo que las mujeres debían ser consideradas parte de la comunidad pobre y marginada de Perú. Asimismo, el número de esterilizaciones anuales aumentó tras la puesta en marcha del programa de 15 000 a 67 000 en 1996 y 115 000 en 1997. La mayoría del personal contratado para realizar las esterilizaciones no estaba debidamente capacitado, gran parte de los equipos utilizados eran obsoletos o de baja calidad y los servicios de consejería brindados a las pacientes también estaban respaldados por personal poco capacitado, ya que muchas mujeres no recibían «información de calidad antes de los procedimientos».
De acuerdo con la Comisión especial sobre actividades de Anticoncepción Quirúrgica Voluntaria (AQV), muchas mujeres que se sometieron a la esterilización sufrieron coacción, incluidas amenazas, violencia psicológica, intimidación y engaño. A algunas incluso les ofrecieron dinero o comida para que aceptaran la intervención, especialmente durante las campañas de esterilización.
Los empleados de la sanidad pública peruana se vieron presionados para esterilizar a las mujeres debido a su precaria seguridad laboral. Empleados con contratos a corto plazo vinculados al rendimiento, corrían el riesgo de perder su trabajo si no alcanzaban las cuotas de esterilización. Esta inseguridad, unida a los incentivos económicos por alcanzar las cuotas, creó un clima en el que los trabajadores sanitarios se sentían presionados por las autoridades para realizar más esterilizaciones de las que podrían ser médicamente necesarias.
Las campañas de esterilización afectaron de forma desproporcionada a las mujeres pobres y con menor nivel educativo de la sierra peruana, que tenían un acceso limitado a otras opciones de control de la natalidad. Estas mujeres eran más vulnerables a ser engañadas por los trabajadores sanitarios que trataban de cumplir las cuotas de esterilización para obtener incentivos económicos.

## Número real de esterilizaciones forzosas
El número de ligaduras de trompas realizadas sin el pleno consentimiento de las pacientes varía según las fuentes, para diversas instituciones defensoras de los derechos humanos como el Instituto de Democracia y Derechos Humanos (IDEHPUCP), el 100 % de las intervenciones –que ascenderían a 314 605 mujeres– fueron forzosas, mientras que para organizaciones no gubernamentales feministas como DEMUS, fueron más de 200 mil esterilizaciones no consentidas. Por su parte, entidades como el Lugar de la Memoria refieren que más de siete mil mujeres, en su mayoría campesinas, indígenas y en condiciones de vulnerabilidad económica, fueron sometidas a procedimientos de esterilización forzada. El medio digital Salud con lupa concluyó que «aún se desconoce el número exacto de operaciones sin consentimiento legítimo» pero destacó que en el Registro oficial de Víctimas de Esterilizaciones Forzadas (REVIESFO) del Ministerio de Justicia existen más de 8 mil denuncias.
En septiembre de 2001, el ministro de salud Luis Solari instituye una comisión especial sobre las actividades de Anticoncepción Voluntaria Quirúrgica (AVQ), mientras que otra comisión parlamentaria se encargó de inquirir sobre las irregularidades del programa. En julio de 2002, el entonces ministro de salud Fernando Carbone presentó un informe al Congreso, calculando que entre los años 1993 y 2000, 294 000 mujeres fueron esterilizadas, mientras que a más de 18 000 hombres se les hizo la vasectomía. El plan, que tenía como objetivo disminuir el número de nacimientos en los sectores más pobres de la sociedad peruana, apuntando esencialmente a los indígenas de las zonas más alejadas.Más de 270 000 mujeres y 22 000 hombres, la mayoría de ellos provenientes de comunidades indígenas quechua y de familias con pocos recursos económicos, fueron esterilizados entre 1996 y 2001, de acuerdo con la información entregada por el Ministerio de Salud de Perú.
En 2002, la subcomisión investigadora de personas e instituciones involucradas en las acciones de Anticoncepcion Quirúrgica Voluntaria (AQV) emitió un informe, en donde concluyó que en el transcurso de diez años el Programa Nacional de Planificación Familiar esterilizó a 314 605 mujeres y 24 563 varones. Asimismo, un informe efectuado por la organización feminista Estudio para la Defensa de los Derechos de la Mujer (más conocida como Demus) al fiscal de la nación Luis Landa en el año 2017, refirió que el personal encargado de realizar las AQV brindó involuntariamente información insuficiente sobre el proceso de la ligadura de trompas a unas 211 mil mujeres, y de este grupo, a 25 mil mujeres no se les explicó con claridad acerca de la irreversibilidad de la intervención quirúrgica. Una investigación de derechos humanos llevada a cabo por la abogada y activista Giulia Tamayo, denominada Nada Personal, mostró que se habían fijado cuotas de esterilizaciones para los médicos. Incluso se habrían organizado "festivales de ligaduras de trompas" en las zonas rurales y los pueblos jóvenes.
En 2014, la profesora en derecho internacional de los derechos humanos por la Universidad de Milano-Bicocca (Italia), Gabriella Citroni, refirió en su artículo Esterilizaciones forzadas en el Perú: La lucha para la justicia y contra el silencio que forma parte de las Memorias del caso peruano de esterilización forzada, la siguiente afirmación sobre el tema en cuestión:

Se estima que entre 1996 y 2000 más de 270 000 mujeres fueron esterilizadas. En más de 2 000 casos la esterilización se produjo sin el consentimiento de las pacientes, pudiéndose así calificar de forzada.
Asimismo, han sido documentados dieciocho casos de muerte ocasionada por las operaciones de esterilización o por la sucesiva falta de atención médica. En el mismo contexto se produjeron miles de vasectomías.

En 2015, la Defensoría del Pueblo señaló que para poder definir las reparaciones civiles a las víctimas de esterilización forzada se debía contar con un registro oficial que permita conocer su número real. Precisamente, ante informaciones falsas publicadas por diversos medios de comunicación y organizaciones no gubernamentales, la Defensoría hizo la siguiente aclaración en su informe anual al Congreso:

Algunas autoridades y medios de comunicación divulgaron una cifra de «200,000 esterilizaciones forzadas reportadas por la Defensoría del Pueblo». Ello se debió a una lectura
errónea de un anexo en el Informe Defensorial N° 69, p. 162. Lo correcto es que, según el minsa, se habría realizado 272,028 ligaduras de trompas entre los años 1996 y 2001, entre voluntarias e involuntarias.

En noviembre de 2015, el Ministerio Público determinó que entre 1996 y 2001, un total de 2091 mujeres sufrieron esterilizaciones forzosas. cifra que representaría menos del 1% de las 272 028 esterilizaciones que se hicieron en total, de acuerdo con la Defensoría del Pueblo.
En 2017, la abogada María Cecilia Villegas publicó el libro «La verdad de una mentira: el caso de las trescientas mil esterilizaciones forzadas», en donde se destacó que únicamente se registraron 773 denuncias en contra del programa de salud reproductiva ante la Defensoría del Pueblo, y solo 61 fueron sobre esterilizaciones sin consentimiento. De acuerdo con Villegas, de 1996 a 2000 se realizó un total de 254 455 AQV (Anticoncepciones Quirúrgicas Voluntarias), pero el ministro Fernando Carbone inició el bulo sosteniendo en su informe que todas esas intervenciones fueron forzadas. Asimismo, el libro destaca que durante el gobierno de Alejandro Toledo hubo también otras 26 esterilizaciones no consentidas.
La profesora de Políticas Públicas de la Universidad de Minnesota, Christina Ewig, ha sido bastante crítica con el tratamiento del tema por parte de Villegas —pero admitiendo lo que ella dijo— hizo la siguiente afirmación:

La autora tiene razón respecto a que el eslogan “300.000 esterilizaciones forzadas” carece de evidencia. No cuestiona que ocurrieran en este período 272.028 esterilizaciones a mujeres pobres e indígenas pero, citando a la Defensoría del Pueblo, afirma que no todas fueron forzadas. Este es un hecho conocido: hubo mujeres y hombres que optaron por la anticoncepción quirúrgica voluntaria (AQV). Pero ello no reduce la gravedad de los entre 600 y 10.000 casos (números que varían dependiendo de la fuente gubernamental) de esterilizaciones sin consentimiento o con problemas serios en la obtención del consentimiento o cirugías en terribles condiciones.

En la Fiscalía existen 2166 denuncias por casos de esterilización no voluntaria, mientras que 3761 mujeres se inscribieron en el Registro de Víctimas de Esterilizaciones Forzadas (REVIESFO) del Ministerio de Justicia peruano. Este organismo pudo identificar a 5097 mujeres que sufrieron esterilizaciones contra su voluntad:
- 1389 en el departamento del Cuzco
- 918 en el departamento de San Martín
- 841 en el departamento de Huancavelica
- 488 en el departamento de Ayacucho
- 368 en el departamento de Huánuco
- 340 en el departamento de Piura
- 250 en el departamento de Junín
- 198 en el departamento de Cajamarca
- 136 en el departamento de La Libertad
- 113 en el departamento de Lima
- 56 en el departamento de Moquegua

## Tipificación como genocidio
La esterilización ocurrida bajo el Programa Nacional de Salud Reproductiva y Planificación Familiar ha sido descrita como genocidio por académicos como Ñusta Carranza Ko y Gabriella Citroni, así como la Comisión de la Verdad y Reconciliación. El Centro Amazónico de Antropología y Aplicación Práctica calificó el hecho como un genocidio sin precedentes desde la época de la colonización española.
Cabe destacar que las esterilizaciones forzadas sistemáticas constituyen crímenes contra la humanidad según el Estatuto de Roma. Además, la revista Oiga ya había denunciado la existencia del Plan Verde, que habría sido desarrollado extraoficialmente por el Ejército y en el que se habrían planeado prácticas vinculadas con el genocidio.

## Consecuencias
Muchas otras mujeres peruanas rurales que se sometieron a la ligadura de trompas provista por el Estado nunca fueron trasladadas a hospitales para realizar el procedimiento y, en cambio, fueron operadas en puestos de salud mal implementados. Otras mujeres murieron a causa de las deficientes condiciones sanitarias en las que estas operaciones se llevaron a cabo.
Una de las consecuencias de esta política fue la aparición de una generación más envejecida en las regiones que se vieron más afectadas por estas medidas. Dado que esta generación fue incapaz de proporcionar un impulso económico crítico en estas viviendas rurales, las zonas sufrieron un mayor empobrecimiento. Estas consecuencias imprevistas de la política acabaron por agravar los problemas socioeconómicos de unas regiones ya de por sí en dificultades.
En 1998, a raíz de las investigaciones del Instituto de Investigación en Población (PRI) sobre la posible financiación de esterilizaciones coercitivas en Perú por parte de USAID, el congresista estadounidense Todd Tiahrt promulgó en octubre de ese año la «enmienda Tiahrt» (en inglés: Tiahrt amendment), que, además de otros aspectos, garantiza que no se utilicen fondos públicos en relación con esterilizaciones forzosas en países extranjeros.

## Denuncias
Los casos de esterilización forzosa han sido denunciados ante el Comité para la Eliminación de la Discriminación contra la Mujer y ante el Comité de No Discriminación de Naciones Unidas. Además, entre 2015 y 2021, los candidatos políticos opositores a la candidata presidencial Keiko Fujimori (hija de Alberto Fujimori) han utilizado el tema de la esterilización forzosa en el ámbito mediático.
En 1997, un año después de haber sido esterilizada sin su consentimiento en Piura, Victoria Vigo denunció al médico responsable que le realizó la ligadira de trompas e inició una batalla legal que culminó en 2003, cuando fue indemnizada con aproximadamente 2500 dólares. Ella es la única persona en Perú que ha recibido cualquier forma de compensación por haber sido esterilizada de manera forzosa.
En 2016, se creó la Asociación de Mujeres Afectadas por Esterilizaciones Forzadas, que busca justicia y reparación para las víctimas de las esterilizaciones forzadas. Los casos de esterilización forzada han sido denunciados ante el Comité para la Eliminación de la Discriminación contra la Mujer y ante el Comité de No Discriminación de Naciones Unidas. En 2023, un grupo de víctimas de esterilización forzada han llevado su caso ante la Comisión Interamericana de Derechos Humanos, la cual aceptó tratar el caso de la víctima fatal Edith Ramos.
Este caso llegó a ser archivado hasta en cuatro oportunidades. En 2009 se realizó el primer archivamiento por prescripción. En 2011 fue reabierto, pero en 2014 el fiscal Marco Guzmán Baca lo volvió a archivar, excluyendo de responsabilidad a Fujimori y a sus ministros por estas esterilizaciones. En 2015 la fiscal Marcelita Gutiérrez reabrió el caso, pero al año siguiente lo archivó nuevamente, sin embargo encontró a siete mujeres afectadas. La misma fiscal revisó el caso por cuarta vez pero reiteró que no encontró delitos en los imputados, archivando en diciembre de 2016 el caso de forma definitiva.
En agosto de 2023, la Comisión Interamericana de Derechos Humanos recibió el caso de Edith Ramos, una de las víctimas mortales de la esterilización forzada durante el gobierno de Alberto Fujimori, para realizar un nuevo juicio con el Estado peruano.Ese mismo año, en el mes de diciembre, la Corte Suprema peruana anuló el proceso de esterilizaciones forzosas efectuadas durante el gobierno de Fujimori. El 11 de septiembre de 2024, el expresidente Alberto Fujimori falleció a los 86 años.
En mayo de 2025, la Corte Interamericana de Derechos Humanos (Corte IDH) –en previsión por la posible aplicación de la Ley 32301 conocida por algunos sectores como la «Ley Anti ONG»– determinó que el Estado peruano debe garantizar la continuidad de la labor de la ONG Demus en la defensa de las víctimas de esterilizaciones forzadas, sin que ello implique represalias de ninguna índole.